# カワリハカリサソリ属
カワリハカリサソリ属（変測蠍属、学名 Heterometrus）は、クモガタ綱サソリ目サソリ科に分類される属である。
英名はアジアンフォレストスコーピオン。但し、アジアンフォレストスコーピオンとはカワリハカリサソリ亜科の総称で使われることもある。チャグロサソリという和名が使用されることもあるが、これはウデナガカワリハカリサソリ（Heterometrus longimanus）という種に充てられた和名である。

## 概説
アジアに分布する種類が分類される属。本属はC.G. Ehrenbergによって、当初はウシコロシサソリ属の亜属として記載された。1879年にF. Karschによって属に昇格した。H.W.C. Couzijn (1978, 1981)は本属をいくつかの亜属に細分化したが， F. Kovařík (2004)がこれらの再分類を図った。2020年にL. Prendini & S. F. Loriaによって本属が見直され、旧亜属のうち3種が再認識されて属に昇格し、有効な亜属1種が属格に昇格し、種は適切な属に移され、28種の新しい組み合わせとなった。これによりカワリハカリサソリ属には現在8種が含まれる。

## 下位分類
現在有効とされている種類は以下の9種。
- チムルマンカワリハカリサソリ Heterometrus cimrmani Kovařík, 2004
- アオハイカワリハカリサソリ Heterometrus glaucus (Thorell, 1876)
- ラオスカワリハカリサソリ Heterometrus laoticus Couzijn, 1981
- ウデナガカワリハカリサソリ Heterometrus longimanus (Herbst, 1800)
- ミノタウロスカワリハカリサソリ Heterometrus minotaurus Plíšková et al., 2016
- ピータースカワリハカリサソリ Heterometrus petersii (Thorell, 1876)
- シレノスカワリハカリサソリ Heterometrus silenus (Simon, 1884)
- トゲハコビカワリハカリサソリ Heterometrus spinifer (Ehrenberg, 1828)
- トレルカワリハカリサソリ Heterometrus thorellii (Pocock, 1897)

疑問名　Heterometrus laevigatus (Thorell, 1876)

## 特徴
大型のサソリで、体長は全長100〜200mm。色彩はほとんどの種で暗色で、一様に褐色か黒色。重厚な体格で、特に分厚い鋏、それに対する細長く薄い後腹部が特徴である。毒針は毒嚢部より短いことが多い。前体甲及び前腹部にはほとんど隆起がなく、中眼は前体甲の小さなレンズ状のくぼみに位置する。単為生殖を行う種もある。
直線触毛孔配列はタイプC。触肢腿節には3つの触毛孔が並び、触肢膝節には19の触毛孔が並ぶ。また、鋏には26個の触毛孔が存在する。脚棘はない。歩脚基部と第1歩脚の対向面に摩擦器官がある。

## 分布
アジアの亜熱帯から熱帯にかけての森林、湿潤な地域に生息する。

## 扱い
ペットとして取引されている。

## 生態
多くのサソリと同様に夜行性で、巣穴や倒木下、落ち葉の中に生息する。

## 生殖
基本的に両性生殖である。

## 毒性
カワリハカリサソリ属の刺傷による症状はかなり軽く、ヒトの死亡例は知られていない。刺されると、数時間から数日間続く皮膚の痛み、炎症、水腫、腫れ、発赤を引き起こす。タイの伝統医学では天然のサソリ毒解毒剤として知られている植物エキスが、ラオスカワリハカリサソリの刺傷の対症療法として有効であるとされている。

## 類似の属など
元々本属に含まれていたハントウハカリサソリ属、デカンハカリサソリ属、オオハカリサソリ属、ジャワハカリサソリ属、サヤドリハカリサソリ属、スリランカハカリサソリ属はかなり似る。